# Bernard Antony
Bernard Antony, pseud. Romain Marie (ur. 28 listopada 1944 w Tarbes) – francuski polityk, publicysta i działacz katolicki, eurodeputowany II, III i IV kadencji.

## Życiorys
Studiował nauki humanistyczne i polityczne na Uniwersytecie w Tuluzie. Krótko pracował jako nauczyciel, później zawodowo związany z przedsiębiorstwem farmaceutycznym w Castres, gdzie na przełomie lat 80. i 90. sprawował mandat radnego.
W młodości związany z ugrupowaniami prawicy skrajnej, narodowej i katolickiej. Na początku lat 60. był tymczasowo aresztowany pod zarzutem związków z Organizacją Tajnej Armii. Później działacz Komitetu Algierii Francuskiej i Ruchu Solidarystów Francuskich. Przez kilka lat był także członkiem partii CNIP.
W 1975 założył miesięcznik „Présent”, a w 1979 centrum kulturalne Centre Henri-et-André-Charlier zrzeszające tradycjonalistów katolickich. Na początku lat 80. brał udział w organizowaniu pomocy dla działaczy polskiej „Solidarności”. W 1984 utworzył AGRIF, organizację deklarującą działania na rzecz zwalczania rasizmu i poszanowania francuskiej tożsamości chrześcijańskiej.
W 1983 wstąpił do Frontu Narodowego, wchodził w skład biura politycznego FN. W latach 1984–1999 przez trzy kadencje z ramienia tego ugrupowania sprawował mandat posła do Parlamentu Europejskiego. W 2003 zrezygnował z funkcji partyjnych, a 2009 poparł Carla Langa, który po odejściu z FN założył Parti de la France.

## Publikacje
- Une secte au cœur de la République: Connaissance élémentaire de la franc-maçonnerie (red.), Centre Henri-et-André-Charlier, 1983.
- Abécédaire politique et social: Articles de réflexions et répliques, positions et propositions, Centre Henri-et-André-Charlier, 2002.
- Dictionnaire de la réplique (red.), Éditions Godefroy de Bouillon, 2004.
- Le Génocide des chrétiens d’Orien (współautor z Richardem Haddadem), Éditions Godefroy de Bouillon, 2005.
- L'Islam sans complaisance: Mythes et Réalités, Éditions Godefroy de Bouillon, 2005.
- Devoir de réponse. À Marine Le Pen. À Philippe de Villiers (współautor z Cécile Montmirail), Éditions Godefroy de Bouillon, 2005.
- Histoire des Juifs d'Abraham à nos jours: Éléments pour la connaissance de l'histoire de la religion et de la culture juive, Éditions Godefroy de Bouillon, 2007.